# لشکر بیست و چهارم پیاده‌نظام (لهستان)

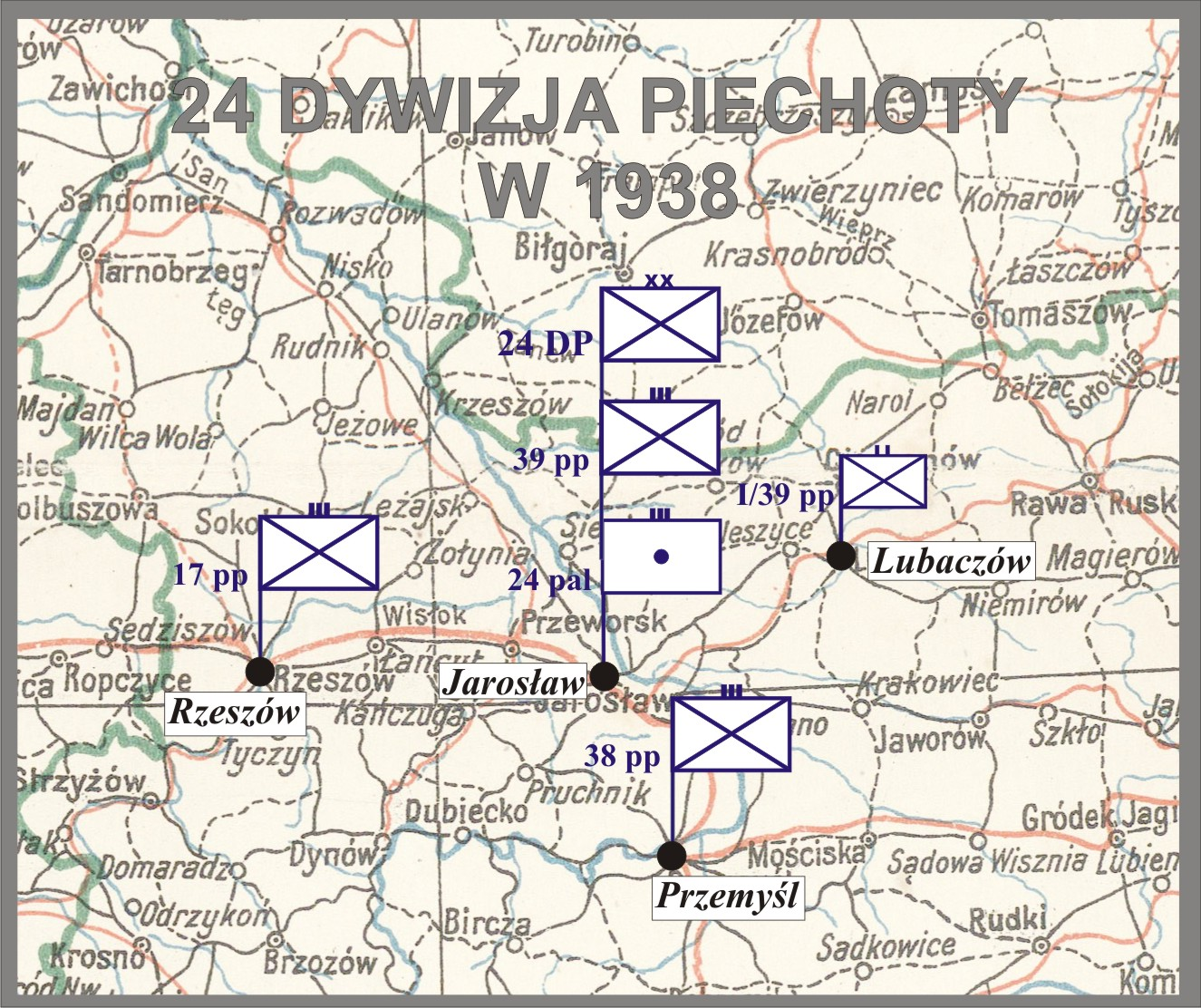
24DP w1938

لشکر بیست و چهارم پیاده‌نظام لهستان (به لهستانی: 24. Dywizja Piechoty) یکی از لشکرهای نیروی زمینی لهستان بود که در سال ۱۹۲۱ ایجاد گشت و هنگام تهاجم به لهستان توسط آلمان نازی در سال ۱۹۳۹ به نبرد پرداخت. سر فرماندهی این لشکر در شهر یاروسواو قرار داشت.

## تاریخچه
این لشکر در روزهای اول آغاز جنگ جزوی از نیروهای ذخیره بود تا آنکه به سپاه کارپاتی الحاق گشت و در روز ۶ سپتامبر ۱۹۳۹ وارد نبرد سنگینی با ارتش آلمان نازی شد. در عصر همان روز ژنرال کازیمیرز فابریتسه به این لشکر دستور عقب‌نشینی داد تا از مسیر اصلی میان کراکوف و لووف دفاع کنند.
در ۷ سپتامبر نیروهای این لشکر در مسیر حرکت خود توسط نیروهای آلمانی کمین خوردند که باعث تلفات شدیدی گشت و بر خلاف دستور ژنرال فابریتسه مجبور به عقب‌نشینی به سوی رود سن گشتند.
در روزهای ۱۱ و ۱۲ سپتامبر واحدهای لهستانی در نزدیکی بیرچا وارد نبردی سنگین با لشکر دوم کوهستان (ورماخت) شدند که در عصر روز ۱۲ سپتامبر واحدهای آلمانی موفق شدند خطوط لهستانی‌ها را درهم شکافته و به سمت پرزمیسی پیشروی کنند. لشکر بیست و چهارم که در حال عقب‌نشینی بود در روز ۱۵ سپتامبر به موستیسکا رسید. دو روز بعد به همه واحدهای ارتش لهستان دستور رسید خود را به شهر محاصره شده لووف برسانند که در شامگاه ۱۷ سپتامبر اولین واحدهای لهستانی توانستند وارد شهر شوند.
در روز ۱۸ سپتامبر که شوروی تهاجم خود به شرق لهستان را آغاز نمود به واحدها دستور داده شد تا به جای حرکت به سمت لووف خود را به مجارستان برسانند. خودروها و تجهیزات سنگین منهدم شدند و سربازانی که دیگر تمایلی برای جنگیدن نداشتند آزاد بودند تا جبهه را ترک کنند. با این وجود لشکر بیست و چهارم به نبرد با لشکر پنجم زرهی آلمان ادامه داد تا آنکه با رسیدن واحدهای ارتش سرخ به نزدیکی لووف فرماندهان ارتش لهستان که مقاومت را بیهوده می‌دیدند لشکر بیست و چهارم را منحل نمودند.
در سال ۱۹۴۴ و در میانه عملیات طوفان لشکر بیست و چهارم پیاده به عنوان بخشی از ارتش میهنی دوباره ایجاد گشت.